# Калото
Калото (исп. Caloto) — город и муниципалитет на юго-западе Колумбии, на территории департамента Каука. Входит в состав Северной провинции.

## История
Поселение, из которого позднее вырос город, было основано 29 июня 1543 года испанским конкистадором Себастьяном де Белалькасаром. Муниципалитет Калото был выделен в отдельную административную единицу в 1810 году.

## Географическое положение
Город расположен в северной части департамента, на западных склонах Центральной Кордильеры, на расстоянии приблизительно 62 километров к северо-востоку от города Попаян, административного центра департамента. Абсолютная высота — 1095 метров над уровнем моря.
Муниципалитет Калото граничит на севере с территориями муниципалитетов Гуачене и Падилья, на северо-востоке — с муниципалитетом Коринто, на востоке — с муниципалитетом Торибио, на юго-востоке — с муниципалитетом Хамбало, на западе и юго-западе — с муниципалитетом Сантандер-де-Киличао, на северо-западе — с муниципалитетом Вилья-Рика. Площадь муниципалитета составляет 397,21 км².

## Население
По данным Национального административного департамента статистики Колумбии, совокупная численность населения города и муниципалитета в 2015 году составляла 17 642 человека.
Динамика численности населения муниципалитета по годам:
| 2005   | 2006   | 2007   | 2008   | 2009   | 2010   | 2011   | 2012   | 2013   | 2014   | 2015   |
| ------ | ------ | ------ | ------ | ------ | ------ | ------ | ------ | ------ | ------ | ------ |
| 36 921 | 36 949 | 17 408 | 17 422 | 17 443 | 17 467 | 17 499 | 17 536 | 17 568 | 17 607 | 17 642 |

Согласно данным переписи 2005 года мужчины составляли 48,9 % от населения Калото, женщины — соответственно 51,1 %. В расовом отношении негры, мулаты и райсальцы составляли 62,5 % от населения города; индейцы — 23,2 %; белые и метисы — 14,3 %.
Уровень грамотности среди всего населения составлял 90,4 %.

## Экономика
67,6 % от общего числа городских и муниципальных предприятий составляют предприятия торговой сферы, 21,9 % — предприятия сферы обслуживания, 7,2 % — промышленные предприятия, 3,3 % — предприятия иных отраслей экономики.

## Транспорт
Через город проходит национальное шоссе № 31 (исп. Ruta Nacional 31).